# JFE西日本硬式野球部
JFE西日本硬式野球部（ジェイエフイーにしにほんこうしきやきゅうぶ）は、広島県福山市と岡山県倉敷市に本拠地を置き、日本野球連盟に加盟する社会人野球の企業チームである。
運営母体は、JFEホールディングスの中核企業である鉄鋼メーカーのJFEスチール。

## 概略

### 誕生の経緯
2001年、日本鋼管（NKK）と川崎製鉄が合併しJFEスチールが発足すると発表された。これに伴い、各社所有の野球部はJFEスチールのJFEスチール東日本製鉄所（千葉・京浜）とJFEスチール西日本製鉄所（倉敷・福山）を拠点とした2チームに集約されることになった。東日本には川崎製鉄千葉硬式野球部しかなかったことからチーム名をJFE東日本硬式野球部に改称するのみで済んだが、西日本にはNKK硬式野球部と川崎製鉄水島硬式野球部があったことから、2002年シーズン限りで両チームを廃部にして統合し、2003年から『JFE西日本硬式野球部』として日本野球連盟に新規登録される形で活動を開始した。本拠地は、NKKのあった広島県福山市に置かれた。

### 創部後
活動初年度の2003年は、都市対抗野球と日本選手権にそれぞれ初出場している。
2004年、日本選手権で決勝まで駒を進め大阪ガスと対戦し、大会史上最長となる延長15回までもつれ込む接戦を制し初優勝を手にした。
2006年2月21日、日本野球連盟理事会において、チーム形成の経緯や福山市と水島地域（倉敷市）が地理的に近いことから、都市対抗野球に出場した場合は特例として、福山市・倉敷市の両都市の代表となることが認められた。

## 設立・沿革
- 2002年 - シーズン終了後、NKKと川崎製鉄水島が統合。
- 2003年 - 新たに『JFE西日本』として創部。本拠地は広島県福山市。都市対抗野球に初出場（1回戦敗退）、日本選手権に初出場（2回戦敗退）。
- 2004年 - 日本選手権で初優勝。
- 2006年 - 本拠地が、広島県福山市と岡山県倉敷市の両都市となる。

## 主要大会の出場歴・最高成績
- 都市対抗野球大会：出場13回、8強1回（2008年）
- 社会人野球日本選手権大会：出場17回、優勝1回（2004年）、準優勝1回（2018年）
- JABAベーブルース杯争奪大会：優勝1回（2015年）
- JABA岡山大会：優勝3回（2012年、2019年、2023年）

## 主な出身プロ野球選手
- 稲田直人（内野手） - 2003年ドラフト5位で北海道日本ハムファイターズに入団
- 田中敬人（投手） - 2004年ドラフト8位で広島東洋カープに入団
- 岡本秀寛（投手） - 2007年大学生・社会人ドラフト4位で東京ヤクルトスワローズに入団
- 内村賢介（内野手） - 退団後、BCリーグの石川ミリオンスターズを経て、2007年育成選手ドラフト1位で東北楽天ゴールデンイーグルスに入団
- 河野竜生（投手） - 2019年ドラフト1位で北海道日本ハムファイターズに入団
- 三好大倫（外野手） - 2020年ドラフト6位で中日ドラゴンズに入団
- 吉川雄大（投手） - 2021年ドラフト7位で東北楽天ゴールデンイーグルスに入団
- 根岸涼（投手） - 退団後、BCリーグの茨城アストロプラネッツを経て、2025年に台湾・富邦ガーディアンズに入団

## 元プロ野球選手の競技者登録
- 樋口賢（元：中日ドラゴンズ） - 投手（2010年）→退団
- 小林寛（元：横浜DeNAベイスターズ） - 投手（2018年 - 2019年）→退団
- 梵英心（元：広島東洋カープ） - コーチ（2020年。エイジェックから派遣）[2] →退団、プロ野球オリックス・バファローズのコーチに就任
- 堀内汰門（元：福岡ソフトバンクホークス） - 捕手（2021年）→退団